# Les Castings de Fred Coppula
 Pour plus de détails, voir Fiche technique et Distribution
Les Castings de Fred Coppula est une série de cinq films pornographiques français, réalisés et produits par Fred Coppula et sortis entre 2008 et 2010.

## Synopsis
Relevant du genre gonzo, la série Les Castings de Fred Coppula est conçue pour mettre en valeur des hardeuses françaises, souvent débutantes ou à la carrière récente. Les films se présentent comme une série d'entretiens, et se déroulent selon un canevas unique : dans un décor d'intérieur, le réalisateur Fred Coppula interviewe une actrice pornographique, avant de filmer ses ébats avec un ou plusieurs de ses collègues masculins.

## Fiche technique
- Titre original français : Les Castings de Fred Coppula
- Réalisation : Fred Coppula
- Société(s) de production : Fred Coppula Productions
- Pays d’origine :  France
- Langue originale : français
- Format : couleur
- Genre : Film pornographique
- Durée : 90 minutes par épisode
- Dates de sortie : 2008 (1, 2, 3 et 4) 2010 (5)

## Distribution
Fred Coppula intervient dans tous les films en caméra subjective, pour dialoguer avec les actrices puis pour donner des indications aux actrices et aux acteurs.

### Les Castings de Fred Coppula: Acte 1(2008)
- Actrices :
  - Lou Charmelle
  - Anksa Kara
  - Milka Manson
  - Shannya Tweeks
- Acteurs :
  - Phil Holliday
  - Tony Carrera
  - Sebastian Barrio
  - Titof

### Les Castings de Fred Coppula: Acte 2(2008)
- Actrices :
  - Mia Moore
  - Tania Ritz
  - Candice Angel
  - Cecilia Vega
- Acteurs:
  - Titof
  - Ian Scott
  - Milano
  - J.P.X
  - Tony Carrera

### Les Castings de Fred Coppula: Acte 3(2008)
- Actrices :
  - Angell Summers
  - Axelle Parker
  - Elke
  - Sothy Hiko
- Acteurs :
  - Ian Scott
  - Phil Holliday

### Les Castings de Fred Coppula: Acte 4(2008)
- Actrices :
  - Stella Delcroix
  - Loona Luxx
  - Shana Spirit
  - Lea Fast
- Acteurs :
  - Cruz
  - J.P.X.
  - Mike Angelo
  - Ian Scott
  - Tony Carrera
  - Sebastian Barrio
  - Titof

### Les Castings de Fred Coppula: Acte 5(2010)
- Actrices :
  - Dolce Elektra
  - Eloa Lombard
  - Graziella Diamond
  - Penelope Tiger
- Acteurs:
  - Ian Scott
  - J.P.X.